# Пугач філіппінський
Пугач філіппінський (Bubo philippensis) — вид птахів з роду пугач (Bubo) родини совових. Поширений на Філіппінських островах, зокрема: Лузон, Катандуанз, Самар, Лейте, Бохол і  Мінданао. Оселяється в низинних лісах біля річки або поблизу від неї.
Розмах крил до 120 см.
Вид філіппінський пугач включає у себе 2 підвиди: Bubo philippensis philippensis, Bubo philippensis mindanensis.